# Margarete von Leiningen-Westerburg-Neuleiningen

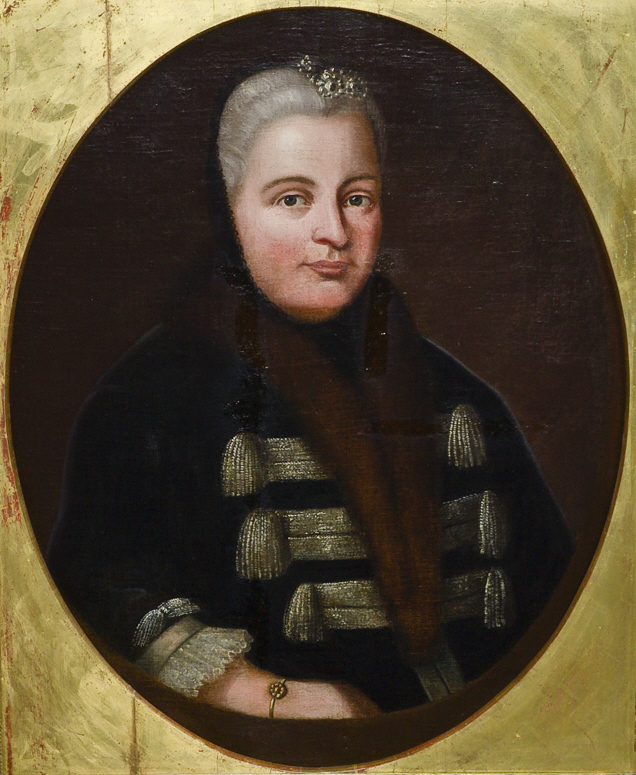
Porträt von Johann Adam Schlesinger im Alten Rathaus Grünstadt, 1788

Margarethe Christiane Auguste von Leiningen-Westerburg-Neuleiningen (* 18. Juli 1694 in Larvik, Norwegen; † 8. Juli 1761 in Grünstadt) war eine regierende Gräfin von Leiningen.

## Herkunft und Leben
Sie war die jüngste Tochter des dänischen Statthalters in Norwegen, Graf Ulrich Friedrich Gyldenlöwe (1638–1704), eines unehelichen Sohnes des Königs Friedrich III. von Dänemark, und dessen dritter Ehefrau Antoinette Augusta von Aldenburg (1660–1701), Tochter des Grafen Anton I. von Aldenburg. Ferdinand Anton Graf Danneskiold-Laurvig (1688–1754), Direktor der Dänischen Westindien-Kompanie, war ihr Bruder, Woldemar Freiherr von Löwendal (1660–1740) ihr Halbbruder, Admiral Christian Conrad Danneskiold-Laurvig (1723–1783) und Marschall Ulrich von Löwendal (1700–1755) ihre Neffen. Über Anna Sophie von Dänemark, die Halbschwester ihres Vaters, hatte sie August den Starken (1670–1733), Kurfürst von Sachsen und König von Polen, zum Cousin.
1711 heiratete sie den bereits zwei Mal verwitweten Grafen Georg II. Carl Ludwig von Leiningen-Westerburg-Neuleiningen (1666–1726) und brachte ein großes Vermögen mit in die Ehe. Sie und ihr Mann ließen ab 1716 Schloss Oberhof in  Grünstadt als ihre Residenz erbauen. In der Stiftskirche St. Severus Gemünden ist ihr gemaltes Allianzwappen verewigt.
Nach dem Tod ihres Mannes 1726 regierte Margarethe Christiane Auguste bis 1740 vormundschaftlich für ihren Sohn Georg Carl I. August Ludwig die Grafschaft Leiningen-Westerburg. Als Landesherrin aus dem Zweig Neuleiningen ließ sie zusammen mit den Altleiningern zwischen 1726 und 1736 das Kirchenschiff der Martinskirche Grünstadt im Barockstil erneuern und legte auch den Grundstein dazu. 1731 stiftete sie für das Gotteshaus einen kunstvollen Abendmahlsteller.
Gräfin Margarethe starb am 8. Juli 1761 und wurde am 10. Juli, um 3.00 früh, unter großer Anteilnahme der Bevölkerung, in der Neuleininger Gruft der Martinskirche Grünstadt beigesetzt. Der Leininger Genealoge Hans Heiberger bezeichnete sie 1983 als „wohl bedeutendste Regentin, die auf dem Grafenthron saß“.
Im Alten Rathaus Grünstadt befindet sich ihr Porträt, gemalt 1788, von Johann Adam Schlesinger.